# Denis Franke
Denis Franke (* 27. November 1969 in Borna) ist ein deutscher Leichtathlet, der sich auf das Gehen spezialisiert hat.

## Karriere
Franke begann seine Karriere beim SC Dynamo Berlin. 1996 war er beim TB Bad Krozingen und ging von 1997 bis 2008 für den LAC Quelle in Fürth. Ab 2010 startete er für SV Einheit 1875 Worbis. Bei den Deutschen Meisterschaften 2023 ging er für den TV Bühlertal.
Bei den Deutschen Meisterschaften 2001 und 2004 wurde Franke Deutscher Meister im 50-km-Gehen. Hinzu kamen mehrere Meistertitel mit Fürth in der Mannschaftswertung, aber 2011 auch mit Worbis.
Bei den Weltmeisterschaften 1999 in Sevilla war Franke beim 50-km-Gehen dabei und erreichte das Ziel als 25., später rückte er einen Platz nach vorn, weil der Sieger nachträglich wegen Doping disqualifiziert wurde.